# Foyle (circonscription de l'Assemblée d'Irlande du Nord)
Pour les articles homonymes, voir Foyle.
Foyle (irlandais : An Feabhal, Ulster Scots: Foyle) est une circonscription de l'Assemblée d'Irlande du Nord.
Le siège a été utilisé pour la première fois pour une élection en Irlande du Nord uniquement pour le Forum d'Irlande du Nord en 1996. Depuis 1998, il a élu des membres à l'Assemblée actuelle.
Pour les élections à l'Assemblée avant 1996, la circonscription faisait largement partie de la circonscription de Londonderry. Depuis 1997, il partage les limites avec la circonscription du Parlement britannique de Foyle.
Pour plus de détails sur l'histoire et les limites de la circonscription, voir Foyle (circonscription du Parlement britannique).

## Membres
| Élection                 | MLA (parti)                   | MLA (parti)                   | MLA (parti)            | MLA (parti)                    | MLA (parti)           | MLA (parti)              | MLA (parti)         | MLA (parti)        | MLA (parti) | MLA (parti)      | MLA (parti)        | MLA (parti)        |
| ------------------------ | ----------------------------- | ----------------------------- | ---------------------- | ------------------------------ | --------------------- | ------------------------ | ------------------- | ------------------ | ----------- | ---------------- | ------------------ | ------------------ |
| 1996                     |                               | Martin McGuinness (Sinn Féin) |                        | Mitchel McLaughlin (Sinn Féin) |                       | John Tierney (SDLP)      |                     | Mark Durkan (SDLP) |             | John Hume (SDLP) | 5 sièges 1996–1998 | 5 sièges 1996–1998 |
| 1998                     | Mary Nelis (Sinn Féin)        |                               | William Hay (DUP)      | Mitchel McLaughlin (Sinn Féin) |                       | John Tierney (SDLP)      |                     | Mark Durkan (SDLP) |             | John Hume (SDLP) |                    |                    |
| Décembre 2000 co-option  | Mary Nelis (Sinn Féin)        | Annie Courtney (SDLP)         | William Hay (DUP)      | Mitchel McLaughlin (Sinn Féin) |                       | John Tierney (SDLP)      |                     | Mark Durkan (SDLP) |             |                  |                    |                    |
| 2003                     | Mary Nelis (Sinn Féin)        | Pat Ramsey (SDLP)             | William Hay (DUP)      | Mitchel McLaughlin (Sinn Féin) | Mary Bradley (SDLP)   |                          |                     | Mark Durkan (SDLP) |             |                  |                    |                    |
| Juillet 2004 co-option   | Raymond McCartney (Sinn Féin) | Pat Ramsey (SDLP)             | William Hay (DUP)      | Mitchel McLaughlin (Sinn Féin) | Mary Bradley (SDLP)   |                          |                     | Mark Durkan (SDLP) |             |                  |                    |                    |
| 2007                     | Raymond McCartney (Sinn Féin) | Pat Ramsey (SDLP)             | William Hay (DUP)      | Martina Anderson (Sinn Féin)   | Mary Bradley (SDLP)   |                          |                     | Mark Durkan (SDLP) |             |                  |                    |                    |
| Novembre 2010 co-option  | Raymond McCartney (Sinn Féin) | Pat Ramsey (SDLP)             | William Hay (DUP)      | Martina Anderson (Sinn Féin)   | Mary Bradley (SDLP)   | Pól Callaghan (SDLP)     |                     |                    |             |                  |                    |                    |
| 2011                     | Raymond McCartney (Sinn Féin) | Pat Ramsey (SDLP)             | William Hay (DUP)      | Martina Anderson (Sinn Féin)   | Mark H. Durkan (SDLP) | Colum Eastwood (SDLP)    |                     |                    |             |                  |                    |                    |
| Juin 2012 co-option      | Raymond McCartney (Sinn Féin) | Pat Ramsey (SDLP)             | William Hay (DUP)      | Maeve McLaughlin (Sinn Féin)   | Mark H. Durkan (SDLP) | Colum Eastwood (SDLP)    |                     |                    |             |                  |                    |                    |
| Octobre 2014 co-option   | Raymond McCartney (Sinn Féin) | Pat Ramsey (SDLP)             | Maurice Devenney (DUP) | Maeve McLaughlin (Sinn Féin)   | Mark H. Durkan (SDLP) | Colum Eastwood (SDLP)    |                     |                    |             |                  |                    |                    |
| Avril 2015 co-option     | Raymond McCartney (Sinn Féin) | Pat Ramsey (SDLP)             | Gary Middleton (DUP)   | Maeve McLaughlin (Sinn Féin)   | Mark H. Durkan (SDLP) | Colum Eastwood (SDLP)    |                     |                    |             |                  |                    |                    |
| Décembre 2015 co-option  | Raymond McCartney (Sinn Féin) | Gerard Diver (SDLP)           | Gary Middleton (DUP)   | Maeve McLaughlin (Sinn Féin)   | Mark H. Durkan (SDLP) | Colum Eastwood (SDLP)    |                     |                    |             |                  |                    |                    |
| 2016                     | Raymond McCartney (Sinn Féin) | Martin McGuinness (Sinn Féin) | Gary Middleton (DUP)   |                                | Mark H. Durkan (SDLP) | Colum Eastwood (SDLP)    | Eamonn McCann (PBP) |                    |             |                  |                    |                    |
| 2017                     | Raymond McCartney (Sinn Féin) | Elisha McCallion (Sinn Féin)  | Gary Middleton (DUP)   | 5 sièges 2017–présent          | 5 sièges 2017–présent | Colum Eastwood (SDLP)    |                     |                    |             |                  |                    |                    |
| Juin 2017 co-option      | Raymond McCartney (Sinn Féin) | Karen Mullan (Sinn Féin)      | Gary Middleton (DUP)   | 5 sièges 2017–présent          | 5 sièges 2017–présent | Colum Eastwood (SDLP)    |                     |                    |             |                  |                    |                    |
| Janvier 2020 co-option   | Raymond McCartney (Sinn Féin) | Karen Mullan (Sinn Féin)      | Gary Middleton (DUP)   | 5 sièges 2017–présent          | 5 sièges 2017–présent | Sinead McLaughlin (SDLP) |                     |                    |             |                  |                    |                    |
| Février 2020 co-option   | Martina Anderson (Sinn Féin)  | Karen Mullan (Sinn Féin)      | Gary Middleton (DUP)   | 5 sièges 2017–présent          | 5 sièges 2017–présent | Sinead McLaughlin (SDLP) |                     |                    |             |                  |                    |                    |
| Septembre 2021 co-option | Ciara Ferguson (Sinn Féin)    | Pádraig Delargy (Sinn Féin)   | Gary Middleton (DUP)   | 5 sièges 2017–présent          | 5 sièges 2017–présent | Sinead McLaughlin (SDLP) |                     |                    |             |                  |                    |                    |
| 2022                     | Ciara Ferguson (Sinn Féin)    | Pádraig Delargy (Sinn Féin)   | Gary Middleton (DUP)   | 5 sièges 2017–présent          | 5 sièges 2017–présent | Sinead McLaughlin (SDLP) |                     |                    |             |                  |                    |                    |

Note: Les colonnes de ce tableau sont utilisées uniquement à des fins de présentation et aucune importance ne doit être attachée à l'ordre des colonnes. Pour plus de détails sur l'ordre dans lequel les sièges ont été remportés à chaque élection, voir les résultats détaillés de cette élection.

## Élections

### Assemblée d'Irlande du Nord

#### 2022
| Parti | Parti                      | Candidat          | %      | Comptage | Comptage | Comptage | Comptage | Comptage | Comptage | Comptage | Comptage | Comptage | Comptage | Comptage | Comptage | Comptage |
| Parti | Parti                      | Candidat          | %      | 1        | 2        | 3        | 4        | 5        | 6        | 7        | 8        | 9        | 10       | 11       | 12       | 13       |
| --- | -------------------------- | ----------------- | ------ | -------- | -------- | -------- | -------- | -------- | -------- | -------- | -------- | -------- | -------- | -------- | -------- | -------- |
| | Sinn Féin                  | Pádraig Delargy   | 20.20% | 9,471    |          |          |          |          |          |          |          |          |          |          |          |          |
| | SDLP                       | Mark H. Durkan    | 17.06% | 7,999    |          |          |          |          |          |          |          |          |          |          |          |          |
| | Sinn Féin                  | Ciara Ferguson    | 12.61% | 5,913    | 7,237    | 7,248    | 7,257    | 7,257    | 7,373    | 7,424    | 7,630    | 7,873    |          |          |          |          |
| | SDLP                       | Sinead McLaughlin | 6.80%  | 3,189    | 3,250    | 3,269    | 3,358    | 3,359    | 3,410    | 3,449    | 4,236    | 4,411    | 4,432    | 7,490    | 8,605    |          |
| | DUP                        | Gary Middleton    | 8.75%  | 4,101    | 4,101    | 4,108    | 4,109    | 4,391    | 4,392    | 4,428    | 4,478    | 4,654    | 4,655    | 4,675    | 4,713    | 4,731    |
| | Ulster Unionist            | Ryan McCready     | 7.98%  | 3,744    | 3,746    | 3,752    | 3,754    | 3,948    | 3,950    | 3,961    | 4,244    | 4,282    | 4,283    | 4,326    | 4,515    | 4,635    |
| | People Before Profit       | Shaun Harkin      | 5.59%  | 2,621    | 2,672    | 2,741    | 2,751    | 2,754    | 2,902    | 3,014    | 3,446    | 4,011    | 4,033    | 4,264    |          |          |
| | SDLP                       | Brian Tierney     | 6.98%  | 3,272    | 3,293    | 3,307    | 3,333    | 3,333    | 3,413    | 3,448    | 3,709    | 3,951    | 3,967    |          |          |          |
| | Aontú                      | Emmet Doyle       | 4.26%  | 2,000    | 2,041    | 2,045    | 2,049    | 2,050    | 2,176    | 2,609    | 2,697    |          |          |          |          |          |
| | Alliance                   | Rachael Ferguson  | 4.73%  | 2,220    | 2,274    | 2,333    | 2,346    | 2,351    | 2,368    | 2,404    |          |          |          |          |          |          |
| | Indépendant                | Anne McCloskey    | 1.82%  | 854      | 864      | 869      | 870      | 877      | 946      |          |          |          |          |          |          |          |
| | Irish Republican Socialist | Colly McLaughlin  | 1.63%  | 766      | 782      | 784      | 786      | 786      |          |          |          |          |          |          |          |          |
| | TUV                        | Elizabeth Neely   | 1.06%  | 499      | 499      | 502      | 502      |          |          |          |          |          |          |          |          |          |
| | Green (NI)                 | Gillian Hamilton  | 0.45%  | 215      | 219      |          |          |          |          |          |          |          |          |          |          |          |
| Électorat : 77,343 Valide : 46,864 (60.59%) Non valide : 810 Quota : 7,811 Participation : 47,674 (61.64%) |                            |                   |        |          |          |          |          |          |          |          |          |          |          |          |          |          |

#### 2017
| Parti | Parti                                        | Candidat          | %      | Comptage | Comptage | Comptage | Comptage | Comptage | Comptage |
| Parti | Parti                                        | Candidat          | %      | 1        | 2        | 3        | 4        | 5        | 6        |
| --- | -------------------------------------------- | ----------------- | ------ | -------- | -------- | -------- | -------- | -------- | -------- |
| | Sinn Féin                                    | Elisha McCallion  | 20.63% | 9,205    |          |          |          |          |          |
| | Sinn Féin                                    | Raymond McCartney | 16.01% | 7,145    | 8,608.76 |          |          |          |          |
| | SDLP                                         | Colum Eastwood    | 16.23% | 7,240    | 7,332.53 | 7,595.3  |          |          |          |
| | SDLP                                         | Mark H. Durkan    | 15.57% | 6,948    | 7,023.05 | 7,275.56 | 7,380.68 | 8,413.68 |          |
| | DUP                                          | Gary Middleton    | 13.39% | 5,975    | 5,975    | 5,976.71 | 6,008.09 | 6,902.37 | 7,036.37 |
| | People Before Profit                         | Eamonn McCann     | 10.67% | 4,760    | 4,850.63 | 5,086.8  | 5,291.63 | 5,922.16 | 6,373.16 |
| | Ulster Unionist                              | Julia Kee         | 3.72%  | 1,660    | 1,661.52 | 1,668.93 | 1,704.5  |          |          |
| | Alliance                                     | Colm Cavanagh     | 2.52%  | 1,124    | 1,132.93 | 1,179.67 | 1,295.22 |          |          |
| | Green (NI)                                   | Shannon Downey    | 0.54%  | 242      | 244.09   | 264.42   |          |          |          |
| | Citizens Independent Social Thought Alliance | John Lindsay      | 0.44%  | 196      | 199.61   | 225.45   |          |          |          |
| | NI Conservatives                             | Stuart Canning    | 0.17%  | 77       | 77.19    | 78.9     |          |          |          |
| | Indépendant                                  | Arthur McGuinness | 0.10%  | 44       | 44.57    | 56.35    |          |          |          |
| Électorat : 69,718 Valide : 44,616 (63.99%) Non valide : 701 Quota : 7,437 Participation : 45,317 (65.00%) |                                              |                   |        |          |          |          |          |          |          |

#### 2016
| Parti | Parti                | Candidat          | %      | Comptage | Comptage | Comptage | Comptage | Comptage | Comptage | Comptage | Comptage |
| Parti | Parti                | Candidat          | %      | 1        | 2        | 3        | 4        | 5        | 6        | 7        | 8        |
| --- | -------------------- | ----------------- | ------ | -------- | -------- | -------- | -------- | -------- | -------- | -------- | -------- |
| | DUP                  | Gary Middleton    | 11.93% | 4,737    | 4,770    | 4,772    | 6,641    |          |          |          |          |
| | Sinn Féin            | Raymond McCartney | 8.06%  | 3,198    | 3,220    | 3,270    | 3,271    | 3,274    | 5,676    |          |          |
| | SDLP                 | Mark H. Durkan    | 10.57% | 4,197    | 4,268    | 4,395    | 4,527    | 4,744    | 4,801    | 6,905    |          |
| | SDLP                 | Colum Eastwood    | 12.59% | 5,000    | 5,069    | 5,111    | 5,217    | 5,376    | 5,401    | 5,804    |          |
| | Sinn Féin            | Martin McGuinness | 12.69% | 5,037    | 5,070    | 5,168    | 5,175    | 5,176    | 5,656    | 5,712    |          |
| | People Before Profit | Eamonn McCann     | 10.52% | 4,176    | 4,354    | 4,551    | 4,635    | 4,720    | 4,779    | 4,927    | 5,394    |
| | Indépendant          | Anne McCloskey    | 8.59%  | 3,410    | 3,484    | 3,683    | 3,754    | 3,832    | 3,886    | 3,974    | 4,227    |
| | SDLP                 | Gerard Diver      | 6.80%  | 2,700    | 2,743    | 2,797    | 2,974    | 3,239    | 3,249    |          |          |
| | Sinn Féin            | Maeve McLaughlin  | 7.71%  | 3,062    | 3,072    | 3,114    | 3,114    | 3,114    |          |          |          |
| | Ulster Unionist      | Julia Kee         | 3.58%  | 1,420    | 1,477    | 1,484    |          |          |          |          |          |
| | Indépendant          | Maurice Devenney  | 2.95%  | 1,173    | 1,190    | 1,213    |          |          |          |          |          |
| | Indépendant          | Kathleen Bradley  | 2.27%  | 902      | 928      |          |          |          |          |          |          |
| | CISTA                | John Lindsay      | 0.65%  | 259      |          |          |          |          |          |          |          |
| | Alliance             | Chris McCaw       | 0.60%  | 238      |          |          |          |          |          |          |          |
| | Green (NI)           | Mary Hassan       | 0.40%  | 157      |          |          |          |          |          |          |          |
| | NI Conservatives     | Alan Dunlop       | 0.09%  | 36       |          |          |          |          |          |          |          |
| Électorat : 71,759 Valide : 39,702 (55.33%) Non valide : 485 Quota : 5,672 Participation : 40,187 (56.00%) |                      |                   |        |          |          |          |          |          |          |          |          |

#### 2011
| | DUP                  | William Hay       | 18.42% | 7,154 |          |          |          |          |          |          |
| | Sinn Féin            | Martina Anderson  | 17.89% | 6,950 |          |          |          |          |          |          |
| | SDLP                 | Mark H. Durkan    | 12.79% | 4,970 | 5,382.28 | 5,484.28 | 5,794.28 |          |          |          |
| | Sinn Féin            | Raymond McCartney | 9.36%  | 3,638 | 3,641.96 | 3,904.16 | 4,043.96 | 4,102.36 | 4,116.36 | 6,245.36 |
| | SDLP                 | Colum Eastwood    | 7.64%  | 2,967 | 3,069.08 | 3,101.08 | 3,402.8  | 5,376.76 | 5,500.76 | 5,562.76 |
| | SDLP                 | Pat Ramsey        | 8.08%  | 3,138 | 3,682.72 | 3,716.52 | 4,088.72 | 4,554.32 | 4,626.32 | 4,875.92 |
| | People Before Profit | Eamonn McCann     | 8.03%  | 3,120 | 3,208.88 | 3,255.48 | 3,587.12 | 3,697.8  | 3,719.8  | 3,915.68 |
| | Sinn Féin            | Paul Fleming      | 6.72%  | 2,612 | 2,615.96 | 3,433.56 | 3,502.64 | 3,607.08 | 3,615.08 |          |
| | SDLP                 | Pól Callaghan     | 6.75%  | 2,624 | 2,691.32 | 2,730.12 | 2,890.56 |          |          |          |
| | Indépendant          | Paul McFadden     | 3.29%  | 1,280 | 1,336.32 | 1,352.72 |          |          |          |          |
| | Alliance             | Keith McGrellis   | 0.86%  | 334   | 621.32   | 621.72   |          |          |          |          |
| | Indépendant          | Terry Doherty     | 0.15%  | 60    | 79.36    | 81.96    |          |          |          |          |
| Électorat : 68,663 Valide : 38,847 (56.58%) Non valide : 839 Quota : 5,550 Participation : 39,686 (57.80%) |                      |                   |        |       |          |          |          |          |          |          |

#### 2007
| Parti | Parti                   | Candidat          | %      | Comptage | Comptage | Comptage | Comptage | Comptage | Comptage | Comptage | Comptage | Comptage | Comptage |
| Parti | Parti                   | Candidat          | %      | 1        | 2        | 3        | 4        | 5        | 6        | 7        | 8        | 9        | 10       |
| --- | ----------------------- | ----------------- | ------ | -------- | -------- | -------- | -------- | -------- | -------- | -------- | -------- | -------- | -------- |
| | DUP                     | William Hay       | 16.96% | 6,960    |          |          |          |          |          |          |          |          |          |
| | SDLP                    | Mark Durkan       | 15.60% | 6,401    |          |          |          |          |          |          |          |          |          |
| | Sinn Féin               | Martina Anderson  | 13.19% | 5,414    | 5,415.28 | 5,448.6  | 5,461.96 | 5,611.04 | 5,972.04 |          |          |          |          |
| | Sinn Féin               | Raymond McCartney | 10.53% | 4,321    | 4,325.48 | 4,341.48 | 4,358.92 | 4,565.08 | 4,871.36 | 4,883.4  | 7,275.4  |          |          |
| | SDLP                    | Pat Ramsey        | 7.90%  | 3,242    | 3,279.44 | 3,356.04 | 3,458.44 | 3,617.24 | 4,018.84 | 4,826.28 | 5,049.64 | 5,367.64 | 5,395.99 |
| | SDLP                    | Mary Bradley      | 7.05%  | 2,891    | 2,900.92 | 2,984.08 | 3,101.68 | 3,223.08 | 3,582.88 | 3,920.92 | 4,088.64 | 4,375.64 | 4,418.57 |
| | SDLP                    | Helen Quigley     | 6.45%  | 2,648    | 2,660.8  | 2,752.12 | 2,963.32 | 3,154.36 | 3,520.2  | 3,949.08 | 4,072.6  | 4,277.6  | 4,314.05 |
| | Sinn Féin               | Lynn Fleming      | 7.10%  | 2,914    | 2,914.96 | 2,938.12 | 2,951.32 | 3,036.4  | 3,231.2  | 3,240.24 |          |          |          |
| | Ulster Unionist         | Peter Munce       | 4.33%  | 1,755    | 2,691.32 | 2,853.36 | 2,861.52 | 2,862.68 | 2,920.56 |          |          |          |          |
| | Socialist Environmental | Eamonn McCann     | 4.98%  | 2,045    | 2,053.32 | 2,167.8  | 2,187.4  | 2,775.04 |          |          |          |          |          |
| | Independent Republican  | Peggy O'Hara      | 4.36%  | 1,789    | 1,789.48 | 1,808.48 | 1,811.68 |          |          |          |          |          |          |
| | Green (NI)              | Adele Corry       | 0.87%  | 359      | 365.56   |          |          |          |          |          |          |          |          |
| | Alliance                | Yvonne Boyle      | 0.55%  | 224      | 231.52   |          |          |          |          |          |          |          |          |
| | Independent Unionist    | Willie Frazer     | 0.18%  | 73       | 99.72    |          |          |          |          |          |          |          |          |
| Électorat : 64,889 Valide : 41,036 (63.24%) Non valide : 419 Quota : 5,863 Participation : 41,455 (63.89%) |                         |                   |        |          |          |          |          |          |          |          |          |          |          |

#### 2003
| Parti | Parti                   | Candidat           | %      | Comptage | Comptage | Comptage | Comptage | Comptage | Comptage | Comptage | Comptage | Comptage |
| Parti | Parti                   | Candidat           | %      | 1        | 2        | 3        | 4        | 5        | 6        | 7        | 8        | 9        |
| --- | ----------------------- | ------------------ | ------ | -------- | -------- | -------- | -------- | -------- | -------- | -------- | -------- | -------- |
| | SDLP                    | Mark Durkan        | 16.68% | 6,806    |          |          |          |          |          |          |          |          |
| | DUP                     | William Hay        | 14.95% | 6,101    |          |          |          |          |          |          |          |          |
| | Sinn Féin               | Mitchel McLaughlin | 14.79% | 6,036    |          |          |          |          |          |          |          |          |
| | SDLP                    | Mary Bradley       | 8.20%  | 3,345    | 3,599.24 | 3,600.44 | 3,603.32 | 3,830.75 | 4,758.76 | 5,256.63 | 5,930.63 |          |
| | SDLP                    | Pat Ramsey         | 6.93%  | 2,826    | 3,166.62 | 3,169.02 | 3,173.88 | 3,334.15 | 4,178.08 | 4,679.06 | 5,697.56 | 5,764.2  |
| | Sinn Féin               | Mary Nelis         | 8.57%  | 3,499    | 3,534.7  | 3,534.94 | 3,642.61 | 3,726.27 | 3,784.01 | 4,338.24 | 4,350.99 | 4,351.27 |
| | Sinn Féin               | Raymond McCartney  | 9.02%  | 3,679    | 3,701.12 | 3,701.24 | 3,754.25 | 3,818.43 | 3,882.87 | 4,324.4  | 4,341.4  | 4,342.8  |
| | Ulster Unionist         | Mary Hamilton      | 8.14%  | 3,322    | 3,332.5  | 3,536.82 | 3,536.94 | 3,720.32 | 3,750.22 | 3,805.01 |          |          |
| | Socialist Environmental | Eamonn McCann      | 5.53%  | 2,257    | 2,288.64 | 2,289.68 | 2,294.51 | 2,488.09 | 2,586.03 |          |          |          |
| | SDLP                    | Gerard Diver       | 4.34%  | 1,769    | 1,978.3  | 1,979.94 | 1,982.43 | 2,152.55 |          |          |          |          |
| | Indépendant             | Annie Courtney     | 1.97%  | 802      | 835.18   | 843.26   | 845.57   |          |          |          |          |          |
| | Alliance                | Alan Castle        | 0.56%  | 227      | 231.62   | 233.14   | 233.26   |          |          |          |          |          |
| | Indépendant             | Danny McBrearty    | 0.34%  | 137      | 140.64   | 141.16   | 141.55   |          |          |          |          |          |
| Électorat : 65,303 Valide : 40,806 (62.49%) Non valide : 630 Quota : 5,830 Participation : 41,436 (63.45%) |                         |                    |        |          |          |          |          |          |          |          |          |          |

#### 1998
| | SDLP            | John Hume          | 25.78% | 12,581 |          |          |          |          |          |          |          |
| | Sinn Féin       | Mitchel McLaughlin | 10.95% | 5,341  | 5,867.5  | 5,977    | 6,007.9  | 7,042.9  |          |          |          |
| | SDLP            | Mark Durkan        | 9.06%  | 4,423  | 6,403    | 6,523.4  | 6,812.9  | 6,873.65 | 6,979.9  |          |          |
| | SDLP            | John Tierney       | 7.74%  | 3,778  | 5,295.4  | 5,349.65 | 5,457.2  | 5,494.6  | 5,600.6  | 7,812.6  |          |
| | Sinn Féin       | Mary Nelis         | 7.10%  | 3,464  | 3,592.25 | 3,643.2  | 3,659.35 | 3,838.3  | 6,210.2  | 6,593.85 | 7,171.85 |
| | DUP             | William Hay        | 12.53% | 6,112  | 6,128.2  | 6,240.45 | 6,293.8  | 6,295.8  | 6,296.8  | 6,315.25 | 6,322.25 |
| | Ulster Unionist | Jack Allen         | 9.57%  | 4,669  | 4,714.9  | 4,920.05 | 5,353.7  | 5,354.6  | 5,355.6  | 5,501.25 | 5,698.25 |
| | SDLP            | Annie Courtney     | 5.25%  | 2,560  | 3,442    | 3,517.55 | 3,760.95 | 3,813.3  | 3,843.05 |          |          |
| | Sinn Féin       | Gearóid Ó Heára    | 5.19%  | 2,531  | 2,608.4  | 2,638.1  | 2,654.9  | 2,733.55 |          |          |          |
| | Sinn Féin       | Lynn Fleming       | 2.79%  | 1,360  | 1,460.8  | 1,518.55 | 1,530.8  |          |          |          |          |
| | Alliance        | Colm Cavanagh      | 2.17%  | 1,058  | 1,200.65 | 1,347.35 |          |          |          |          |          |
| | Labour Party NI | Ken Adams          | 0.71%  | 345    | 403.95   |          |          |          |          |          |          |
| | PUP             | Brian Gurney       | 0.59%  | 287    | 305      |          |          |          |          |          |          |
| | Green (NI)      | Peter MacKenzie    | 0.52%  | 253    | 294.85   |          |          |          |          |          |          |
| | Natural Law     | Donn Brennan       | 0.07%  | 32     | 36.5     |          |          |          |          |          |          |
| Électorat : 68,888 Valide : 48,794 (70.83%) Non valide : 810 Quota : 6,971 Participation : 49,604 (72.01%) |                 |                    |        |        |          |          |          |          |          |          |          |

### 1996 forum
Les candidats retenus sont indiqués en gras.
| Parti | Parti                | Candidat(s)                                                                  | Votes  | Pourcentage |
| ----- | -------------------- | ---------------------------------------------------------------------------- | ------ | ----------- |
|       | SDLP                 | John Hume Mark Durkan John Tierney Pat Devine Mary Bradley                   | 19,997 | 44.3        |
|       | Sinn Féin            | Martin McGuinness Mitchel McLaughlin Mary Nelis Moira McCloskey Gary Fleming | 11,618 | 25.7        |
|       | DUP                  | Gregory Campbell William Hay                                                 | 5,504  | 11.2        |
|       | Ulster Unionist      | Jack Allen Richard Dallas Andrew Davidson                                    | 4,553  | 10.1        |
|       | Alliance             | Aaron McCormack Gerry Lynch                                                  | 790    | 1.7         |
|       | NI Women's Coalition | Margaret Logue Diane Greer Teresa Kelly                                      | 695    | 1.5         |
|       | PUP                  | Brian Gurney Paul Whitlock                                                   | 580    | 1.3         |
|       | Labour coalition     | Margaret Lawrence Jim Gannon Geraldine Quigley Tony Martin Patrick Muldowney | 544    | 1.2         |
|       | Ulster Democratic    | David Nicholl Thomas Stone                                                   | 497    | 1.1         |
|       | UK Unionist          | David Taylor Richard Jordan                                                  | 324    | 0.7         |
|       | Green (NI)           | Peter Doran Michael O'Kane Chloe Wilson                                      | 194    | 0.4         |
|       | NI Conservatives     | Derek Sloan Elizabeth Sloan                                                  | 92     | 0.2         |
|       | Workers' Party       | Noel Lynch Alexander Doherty                                                 | 81     | 0.2         |
|       | Ulster Independence  | Donal Casey Ken Kerr                                                         | 65     | 0.1         |
|       | Natural Law          | Donn Brennan David Cooke                                                     | 41     | 0.1         |
|       | Democratic Left      | James Doody Brian Cullen                                                     | 40     | 0.1         |
|       | Independent Chambers | Sydney Waddell Jason Angus                                                   | 22     | 0.1         |